# Anaea polyxo
Anaea polyxo is een vlinder uit de familie van de Nymphalidae. De wetenschappelijke naam van de soort is voor het eerst geldig gepubliceerd in 1874 door Herbert Druce.